# Chaîne calédonienne
La chaîne calédonienne est une chaîne de montagnes formée au Paléozoïque, durant l'orogenèse calédonienne, À l'origine de vieux massifs d'Europe et d'Amérique du Nord. Elle est nommée d'après Caledonia, le terme latin désignant l'Écosse.

## Histoire géologique

Position des différentes branches de la chaîne calédonienne à la fin de l'orogenèse calédonienne (Dévonien inférieur). Les limites des côtes actuelles sont indiquées en gris comme référence. Plus tard dans l'histoire géologique, l'océan Atlantique s'ouvre et les différentes parties de la chaîne orogénique évoluent séparément.

Elle comprend : les montagnes de Norvège, de Svalbard, d'Écosse, les collines du nord de l'Irlande, l'est du Groenland, Terre-Neuve, la Nouvelle-Écosse et la Nouvelle-Angleterre.
Sa formation date du Silurien et du Dévonien, entre -444 et -416 Ma, après la subduction totale de l'océan Iapetus sous les continents Avalonia et Baltica (Europe du Nord), lors de sa collision avec Laurentia (Amérique du Nord). Un rift s'est formé peu après parallèlement et au cœur de la chaîne, voyant son versant Est coulisser vers le Nord le long d'un système complexe de failles décrochantes. Une de ces failles est le Great Glen, dans les Highlands, qu'a rempli le Loch Ness. Elle a ensuite été érodée par des pluies diluviennes au Dévonien, qui ont laissé des traces d'oxyde de fer dans les grès formés par les débris érodés de la montagne.

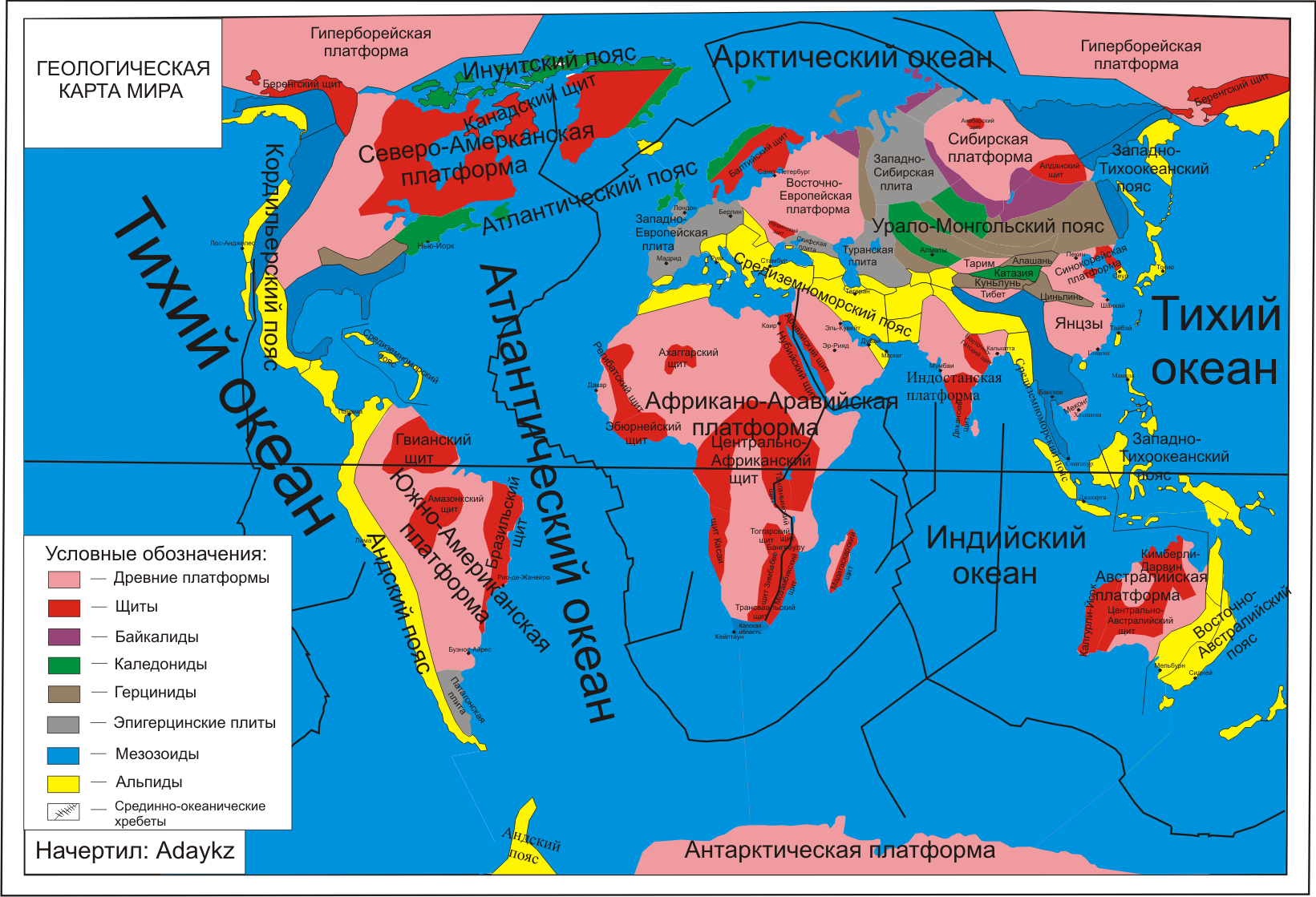
Carte géologique mondiale avec en vert les restes de la chaîne.

Réduites à de simples collines du Carbonifère au Jurassique, elles se sont à nouveau élevées au Crétacé (en Europe et au Groenland) par la poussée de magma sous la croute terrestre qui a provoqué l'ouverture de l'océan Atlantique nord. Des roches volcaniques de cette époque se trouvent dans les îles de l'ouest de l'Écosse et dans l'est du Groenland. Le relief actuel des montagnes norvégiennes et écossaises a été formé durant les glaciations successives du Pléistocène, qui ont creusé de profonds fjords et lochs.